# Zemplínske Jastrabie
Zemplínske Jastrabie je obec na Slovensku v okrese Trebišov, přibližně 10 km jižně od Trebišova. První písemná zmínka o obci pochází z roku 1272, dnes zde žije přibližně 650 obyvatel. V Zemplínském Jastrabie se nachází tři kostely, římskokatolický, řeckokatolický a kalvínský.